# Tobias Ebenberger
Tobias Ebenberger (* 2. August 1990 in Gütersloh) ist ein deutscher Politiker (AfD) und Schauspieler. Er zog auf Platz acht der Landesliste der AfD Nordrhein-Westfalen in den 21. Deutschen Bundestag ein.

## Leben
2010 erwarb Ebenberger seine Allgemeine Fachhochschulreife am Gymnasium Nepomucenum Rietberg. Hiernach leistete er von 2010 bis 2011 seinen Grundwehrdienst bei der Bundeswehr ab. Von 2012 bis 2015 war er Soldat auf Zeit. 2015 machte er einen kaufmännischen Berufsabschluss. Von 2015 bis 2016 studierte er Schauspiel an der Internationalen Akademie für Filmschauspiel.
2015 bis 2018 war Ebenberger selbstständig als Schauspieler und Content Creator. Von 2018 bis 2022 war er Büroleiter einer Landtagsabgeordneten und von 2022 bis 2025 AfD-Fraktionsmitarbeiter im Bereich Öffentlichkeitsarbeit.

### Politik
Seit 2018 ist Tobias Ebenberger Mitglied der AfD. Seit 2024 ist er Kreissprecher der AfD Rhein-Sieg sowie stellvertretender Bezirkssprecher im Bezirk Köln.

## Privates
2014 trat Ebenberger mit seinem Gelbbrustara Kito in der 11. Staffel der Fernsehserie Deutschland sucht den Superstar auf. In diesem Jahr nahm er auch an der Datingshow Take Me Out teil. Ebenberger ist mit einem Mann verheiratet.

## Filmografie
- 2017: Toter Winkel
- 2017: Kroymann
- 2017: Alarm für Cobra 11 – Die Autobahnpolizei
- 2017: Heldt
- 2017: Wilsberg